# Chergui (Kerkennah)
Pour les articles homonymes, voir Chergui.
Chergui ou Gherguia (arabe : جزيرة شرقي ou jazīra šarqiyy qui signifie « Île orientale » en arabe) est la plus étendue des deux îles peuplées de l'archipel tunisien des Kerkennah.
Elle a une forme grossièrement triangulaire avec une base de vingt kilomètres, entre le pont al-Kantara et le village d'El Attaya, et une hauteur de huit kilomètres. Sa superficie est d'environ 110 km2. On peut lui associer cinq îlots inhabités dont le principal est Gremdi.
Concentrant onze des treize villages de l'archipel des Kerkennah — dont le chef-lieu Remla situé en son centre — c'est la plus peuplée des deux îles. Les villages sont concentrés à l'ouest le long de la route qui traverse l'île tandis que l'est est surtout occupé par des lagunes. C'est sur Chergui qu'est implantée la petite zone hôtelière de Sidi Fredj.